# Сасселло
Сасселло (итал. Sassello) — коммуна в Италии, располагается в регионе Лигурия, в провинции Савона.
Население составляет 1836 человек (2008), плотность населения составляет 18 чел./км². Занимает площадь 100 км². Почтовый индекс — 17046. Телефонный код — 019.
В коммуне 29 августа особо празднуется усекновение честной главы святого Иоанна Крестителя.

## Демография
Динамика населения:

## Города-побратимы
- Алькериес, Испания (2002)

## Администрация коммуны
- Официальный сайт: https://web.archive.org/web/20060830201334/http://www.comunesassello.it/